# Sheffield Shield
Lo Sheffield Shield è il massimo campionato professionistico australiano di First Class cricket per squadre di club. Si gioca tra sei squadre di club australiane di cricket ogni anno nel periodo che va da ottobre a maggio. Alla fine del torneo, formato da 10 giornate di andata e 10 di ritorno, la squadra che vince il maggior numero di incontri si laurea campione e conquista il trofeo chiamato Pura Cup.

## Storia del torneo
Il primo campionato fu giocato nel 1892/93, con la vittoria finale della squadra del Victoria. Ma le origini del torneo sono datate 1891, quando il milionario inglese W.G. Grace donò 150 sterline alla squadra vincitrice di un mini torneo di cricket a 3 squadre (New South Wales, Victoria e South Australia). Vinse la squadra di Sydney.

## Squadre
Attualmente sono 6 i team che concorrono a vincere la Pura Cup:
|  | Squadra            | Nome con sponsor              | Impianto interno         | Prima stagione | Ultima vittoria | Vittorie |
|  | ------------------ | ----------------------------- | ------------------------ | -------------- | --------------- | -------- |
|  | Austr. Meridionale | West End Draught Redbacks     | Adelaide Oval            | 1892–93        | 1995-96         | 13       |
|  | Austr. Occidentale | Alcohol. Think Again Warriors | WACA Ground              | 1947–48        | 1998-99         | 15       |
|  | N. Galles d. Sud   | SpeedBlitz Blues              | Sydney Cricket Ground    | 1892–93        | 2013-14         | 46       |
|  | Queensland         | my FootDr Queensland Bulls    | Brisbane Cricket Ground  | 1926–27        | 2011-12         | 7        |
|  | Tasmania           | PKF Tasmanian Tigers          | Bellerive Oval           | 1977–78        | 2012-13         | 3        |
|  | Victoria           | Commonwealth Bank Bushrangers | Melbourne Cricket Ground | 1892–93        | 2016-17         | 31       |

## Albo d'oro

### Dal 1892 al 1926
Il torneo prese il via con tre squadre partecipanti: N. Galles d. Sud, Victoria e Austr. Meridionale.
Tra il 1916 e il 1918 il torneo non fu disputato per la prima guerra mondiale.
| Stagione | Vincitore              |
| -------- | ---------------------- |
| 1892-93  | Victoria (1)           |
| 1893-94  | Austr. Meridionale (1) |
| 1894-95  | Victoria (2)           |
| 1895-96  | N. Galles d. Sud (1)   |
| 1896-97  | N. Galles d. Sud (2)   |
| 1897-98  | Victoria (3)           |

| Stagione | Vincitore            |
| -------- | -------------------- |
| 1898-99  | Victoria (4)         |
| 1899-00  | N. Galles d. Sud (3) |
| 1900-01  | Victoria (5)         |
| 1901-02  | N. Galles d. Sud (4) |
| 1902-03  | N. Galles d. Sud (5) |
| 1903-04  | N. Galles d. Sud (6) |

| Stagione | Vincitore              |
| -------- | ---------------------- |
| 1904-05  | N. Galles d. Sud (7)   |
| 1905-06  | N. Galles d. Sud (8)   |
| 1906-07  | N. Galles d. Sud (9)   |
| 1907-08  | Victoria (6)           |
| 1908-09  | N. Galles d. Sud (10)  |
| 1909-10  | Austr. Meridionale (2) |

| Stagione | Vincitore              |
| -------- | ---------------------- |
| 1910-11  | N. Galles d. Sud (11)  |
| 1911-12  | N. Galles d. Sud (12)  |
| 1912-13  | Austr. Meridionale (3) |
| 1913-14  | N. Galles d. Sud (13)  |
| 1914-15  | Victoria (7)           |
| 1919-20  | N. Galles d. Sud (14)  |

| Stagione | Vincitore             |
| -------- | --------------------- |
| 1920-21  | N. Galles d. Sud (15) |
| 1921-22  | Victoria (8)          |
| 1922-23  | N. Galles d. Sud (16) |
| 1923-24  | Victoria (9)          |
| 1924-25  | Victoria (10)         |
| 1925-26  | N. Galles d. Sud (17) |

### Dal 1926 al 1940
Nella stagione 1926-27 si aggiunse la squadra del Queensland.
Tra il 1941 e il 1945 il torneo non fu disputato per la seconda guerra mondiale.
| Stagione | Vincitore              |
| -------- | ---------------------- |
| 1926-27  | Austr. Meridionale (4) |
| 1927-28  | Victoria (11)          |
| 1928-29  | N. Galles d. Sud (18)  |
| 1929-30  | Victoria (12)          |
| 1930-31  | Victoria (13)          |

| Stagione | Vincitore              |
| -------- | ---------------------- |
| 1931-32  | N. Galles d. Sud (19)  |
| 1932-33  | N. Galles d. Sud (20)  |
| 1933-34  | Victoria (14)          |
| 1934-35  | Victoria (15)          |
| 1935-36  | Austr. Meridionale (5) |

| Stagione | Vincitore              |
| -------- | ---------------------- |
| 1936-37  | Victoria (16)          |
| 1937-38  | N. Galles d. Sud (21)  |
| 1938-39  | Austr. Meridionale (6) |
| 1939-40  | N. Galles d. Sud (22)  |
| 1946-47  | Victoria (17)          |

### Dal 1947 al 1977
Nella stagione 1947-48 si aggiunse la squadra dell'Australia Occidentale.
| Stagione | Vincitore              |
| -------- | ---------------------- |
| 1947-48  | Austr. Occidentale (1) |
| 1948-49  | N. Galles d. Sud (23)  |
| 1949-50  | N. Galles d. Sud (24)  |
| 1950-51  | Victoria (18)          |
| 1951-52  | N. Galles d. Sud (25)  |

| Stagione | Vincitore              |
| -------- | ---------------------- |
| 1952-53  | Austr. Meridionale (7) |
| 1953-54  | N. Galles d. Sud (26)  |
| 1954-55  | N. Galles d. Sud (27)  |
| 1955-56  | N. Galles d. Sud (28)  |
| 1956-57  | N. Galles d. Sud (29)  |

| Stagione | Vincitore             |
| -------- | --------------------- |
| 1957-58  | N. Galles d. Sud (30) |
| 1958-59  | N. Galles d. Sud (31) |
| 1959-60  | N. Galles d. Sud (32) |
| 1960-61  | N. Galles d. Sud (33) |
| 1961-62  | N. Galles d. Sud (34) |

| Stagione | Vincitore              |
| -------- | ---------------------- |
| 1962-63  | Victoria (19)          |
| 1963-64  | Austr. Meridionale (8) |
| 1964-65  | N. Galles d. Sud (35)  |
| 1965-66  | N. Galles d. Sud (36)  |
| 1966-67  | Victoria (20)          |

| Stagione | Vincitore               |
| -------- | ----------------------- |
| 1967-68  | Austr. Occidentale (2)  |
| 1968-69  | Austr. Meridionale (9)  |
| 1969-70  | Victoria (21)           |
| 1970-71  | Austr. Meridionale (10) |
| 1971-72  | Austr. Occidentale (3)  |

| Stagione | Vincitore               |
| -------- | ----------------------- |
| 1972-73  | Austr. Occidentale (4)  |
| 1973-74  | Victoria (22)           |
| 1974-75  | Austr. Occidentale (5)  |
| 1975-76  | Austr. Meridionale (11) |
| 1976-77  | Austr. Occidentale (6)  |

### Dal 1977 al 1982
Dal 1977 si aggiunse la squadra della Tasmania.
| Stagione | Vincitore               |
| -------- | ----------------------- |
| 1977-78  | Austr. Occidentale (7)  |
| 1978-79  | Victoria (23)           |
| 1979-80  | Victoria (24)           |
| 1980-81  | Austr. Occidentale (8)  |
| 1981-82  | Austr. Meridionale (12) |

### Dal 1982
Dalla stagione 1982-83 si tiene una finale per assegnare il titolo.
| Stagione | Vincitore               | Secondo            |
| -------- | ----------------------- | ------------------ |
| 1982-83  | N. Galles d. Sud (37)   | Austr. Occidentale |
| 1983-84  | Austr. Occidentale (9)  | Queensland         |
| 1984-85  | N. Galles d. Sud (38)   | Queensland         |
| 1985-86  | N. Galles d. Sud (39)   | Queensland         |
| 1986-87  | Austr. Occidentale (10) | Victoria           |
| 1987-88  | Austr. Occidentale (11) | Queensland         |
| 1988-89  | Austr. Occidentale (12) | Austr. Meridionale |
| 1989-90  | N. Galles d. Sud (40)   | Queensland         |
| 1990-91  | Victoria (25)           | N. Galles d. Sud   |
| 1991-92  | Austr. Occidentale (13) | N. Galles d. Sud   |

| Stagione | Vincitore               | Secondo            |
| -------- | ----------------------- | ------------------ |
| 1992-93  | N. Galles d. Sud (41)   | Queensland         |
| 1993-94  | N. Galles d. Sud (42)   | Tasmania           |
| 1994-95  | Queensland (1)          | Austr. Meridionale |
| 1995-96  | Austr. Meridionale (13) | Austr. Occidentale |
| 1996-97  | Queensland (2)          | Austr. Occidentale |
| 1997-98  | Austr. Occidentale (14) | Tasmania           |
| 1998-99  | Austr. Occidentale (15) | Queensland         |
| 1999-00  | Queensland (3)          | Victoria           |
| 2000-01  | Queensland (4)          | Victoria           |
| 2001-02  | Queensland (5)          | Tasmania           |

| Stagione | Vincitore             | Secondo          |
| -------- | --------------------- | ---------------- |
| 2002-03  | N. Galles d. Sud (43) | Queensland       |
| 2003-04  | Victoria (26)         | Queensland       |
| 2004-05  | N. Galles d. Sud (44) | Queensland       |
| 2005-06  | Queensland (6)        | Victoria         |
| 2006-07  | Tasmania (1)          | N. Galles d. Sud |
| 2007-08  | N. Galles d. Sud (45) | Victoria         |
| 2008-09  | Victoria (27)         | Queensland       |
| 2009-10  | Victoria (28)         | Queensland       |
| 2010-11  | Tasmania (2)          | N. Galles d. Sud |
| [2011-12 | Queensland (7)        | Tasmania         |

| Stagione | Vincitore             | Secondo            |
| -------- | --------------------- | ------------------ |
| 2012-13  | Tasmania (3)          | Queensland         |
| 2013-14  | N. Galles d. Sud (46) | Austr. Occidentale |
| 2014-15  | Victoria (29)         | Austr. Occidentale |
| 2015-16  | Victoria (30)         | Austr. Meridionale |
| 2016-17  | Victoria (31)         | Austr. Meridionale |